# 파나드 경기장
파나드 경기장은 필리핀 바콜로드에 있는 경기장이다.

## 같이 보기
- 리살 기념 경기장